# Biggles – Vzdušný komodor
Biggles – vzdušný komodor (v originále: Biggles – Air Commodore) je dobrodružná kniha anglického autora W. E. Johnse z roku 1937. Nejprve vyšla na 10 pokračování v roce 1936 v časopise The Modern Boy pod názvem Biggles Fights Alone. V Česku šla do tisku v roce 1939, kdy byla přeložena z anglického originálu Antonínem Kyzlinkem. Vydalo ji nakladatelství Toužimský & Moravec v Praze. Druhé české vydání je z roku 1992. V roce 1994 vyšla kniha anglicky pod názvem Biggles and the Secret Mission

## Děj
Biggles byl pověřen úkolem, aby vyřešil záhadu mizení britských obchodních lodí, směřujících do Austrálie, v Bengálském zálivu. Biggles dostal pro tuto akci hodnost komodora a byl mu do velení svěřen britský konvoj a jedna falešná obchodní loď, jako návnada. Ta však byla záhy potopena a z celé posádky přežil jenom jeden námořník, který jim ještě před smrtí pověděl, že byli potopeni neznámou ponorkou. Po dopise od svého přítele Toma byl naveden na souostroví Mergui a tam také předpokládal místo tajné nepřátelské základny. Po několika problémových situacích, kdy se museli utkat s podivným nepřátelským letounem (tomuto letounu se mezitím podařilo sestřelit Toma, který zahynul), džunglí a domorodými kmeny Dajáků se jim podařilo lokalizovat přibližné místo výskytu základny na Sloním ostrově. Bigglesovi společně s Gingrem se podařilo do této základny ukryté v jeskyni ostrova dostat a dokonce potopili za pomoci miny i onu ponorku. Základna byla poté velmi krátce po jejich odchodu z ostrova vybombardována britským vojenským letectvem a Biggles společně s Algym a Gingrem odlétli zpět po úspěšné akci do Anglie, kde si vysloužili osobní poděkování od různých ministrů britské vlády.

## Hlavní postavy
- James "Biggles" Bigglesworth
- Algernon "Algy" Lacey
- Ginger Hebblethwaite
- Plukovník Raymond
- Komandér Michael Sullivan = kapitán křižníku z konvoje
- Tom Lowery
- Lord Lottison
- Ladrgrove = námořník z vnadidlové lodi

## Letadla
- Gannet
- Storm